# Варламов, Александр Егорович
Александр Егорович Варламов (15 [27] ноября 1801, Москва — 15 [27] октября 1848, Санкт-Петербург) — русский композитор, капельмейстер, певец, музыкальный критик. В историю русской музыки вошёл как мастер романса (создал около 200 романсов и песен).

## Биография
Родился в Москве 15 (27) ноября 1801 года в семье мелкого чиновника, происходившего из «молдавских дворян».
С раннего детства играл по слуху на скрипке и гитаре. В десять лет его отдали в Придворную певческую капеллу в Петербурге, отличный голос и яркие способности помогли поступлению. В этот период директором Капеллы был Дмитрий Степанович Бортнянский, который стал отдельно заниматься с маленьким певцом. Впоследствии А. Е. Варламов с благодарностью вспоминал своего учителя в письмах и записках.
Окончив учение в капелле, в 1819 году Варламов стал учителем певчих в русской посольской церкви в Голландии, в Гааге и Брюсселе. Одновременно, самостоятельно изучал теорию музыки. 
В 1823 году вернулся в Санкт-Петербург. В 1827 году познакомился с М. И. Глинкой, бывал на музыкальных вечерах в его доме. С 24 января 1829 года был определён в число придворных певчих, затем стал учителем сольного и хорового пения в Придворной певческой капелле в Петербурге. В 1830 и 1831 годах направлялся по Высочайшему повелению в Москву для обучения архиерейских и синодальных певчих придворному пению; 22 декабря 1831 года по собственному прошению был уволен из Придворной певческой капеллы и переехал в Москву, где получил место капельмейстера, а затем «композитора музыки» московских императорских театров. На сцене Большого театра были поставлены его балеты «Забавы султана, или Продавец невольников» (1834), «Хитрый мальчик и людоед» (1837, совместно с А. С. Гурьяновым). Писал музыку к драматическим спектаклям. Нередко выступал как певец-исполнитель.
В конце 1828 года стал хлопотать о вторичном поступлении в певческую капеллу, причём поднёс императору Николаю I первые дошедшие до нас сочинения — две «Херувимские песни» (тогда же, вероятно, была создана и 3-я); 24 января 1829 года был определён в капеллу в число «больших певчих», причём на него была возложена обязанность обучать малолетних певчих и разучивать с ними сольные партии. В начале 1833 года были изданы первые девять романсов Варламова, в Москве у Грессера (с посвящением Верстовскому, с которым Варламов сблизился в Москве). 
В 1834—1835 годах издавал журнал «Эолова арфа», в котором публиковал собственные сочинения, а также произведения М. И. Глинки, А. Н. Верстовского и других композиторов. В 1840 году издал пособие по вокальному искусству, которое называлось «Школа пения», пособие сыграло важную роль в обучении многих русских певцов.
Не был счастлив в семейной жизни. Июнем 1840 года датировано в Московской духовной консистории «Дело, начатое по прошению композитора Московских театров Александра Егоровича Варламова, о расторжении брака с женою его Анной Пахомовой из-за её прелюбодеяния».

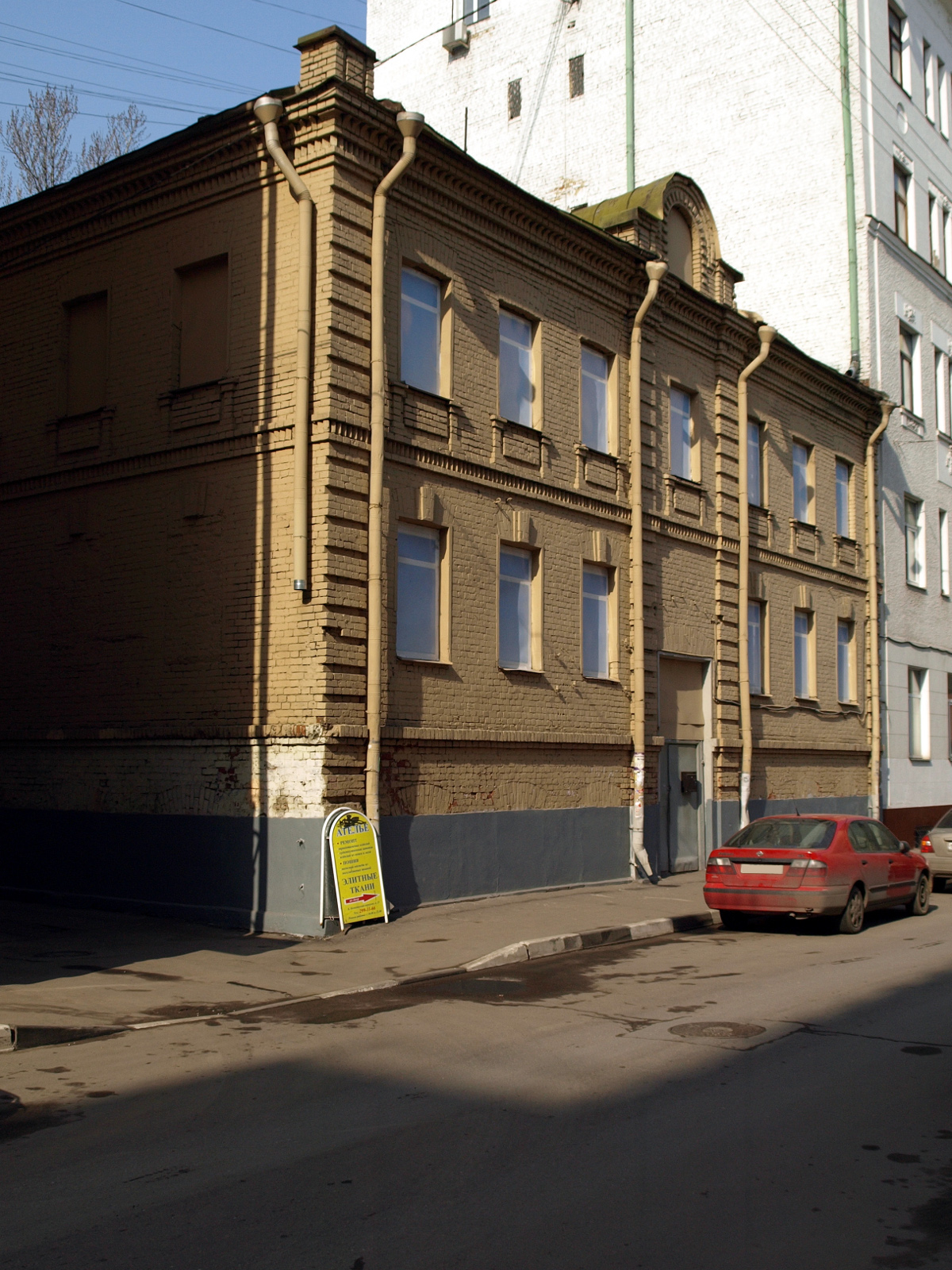
Дом в Москве, в Большом Козихинском переулке, где композитор жил в 1841 году (снесён в 2011 году)

В 1845 году переехал в Санкт-Петербург, где и скончался от рака горла 15 (27) октября 1848 года. Был похоронен на Смоленском православном кладбище; могила утрачена — «была размыта наводнением».
В историю русской музыки Варламов вошёл как автор романсов и песен, создав около 200 произведений. Основными жанрами для композитора были «русская песня» и лирический романс. Свои песни он писал преимущественно в народном духе. В них преобладают два жанра: лирическая протяжная и скорая плясовая. На его творчестве сказалось влияние как русской народной, так и цыганской песни. Известные романсы: «Красный сарафан», «Вдоль по улице метелица метёт», «На заре ты её не буди», «Соловьём залётным», «Ты не пой, соловей». На стихи М. Ю. Лермонтова написал романсы «Горные вершины», «Белеет парус одинокий». Собрание романсов Варламова было издано Стелловским в 12 тетрадях. 
Его сыновья: Георгий (1825—?) и Константин (1848—1915) — драматический артист.

## Адреса
В 1830—1840 годах проживал в доме № 6 по Никитскому бульвару. Впоследствии дом неофициально назывался «Соловьиным», так как в нём Варламов написал большее количество своих романсов. Дом был снесён в 1997 году. 
В 1841 году жил в Москве, в доме № 25 по Большому Козихинскому переулку (дом был снесён компанией «Сатори» летом 2011 года).